# 大淀北
大淀北（おおよどきた）は、大阪府大阪市北区の町名。現行行政地名は大淀北一丁目および大淀北二丁目。

## 地理
大阪市北区の北西部に位置する。南は大淀中、東は中津6丁目・7丁目、北は淀川を挟んで淀川区塚本、西は福島区海老江と接する。

## 歴史
- 大淀 (大阪市)#歴史を参照。

## 世帯数と人口
2019年（平成31年）3月31日現在の世帯数と人口は以下の通りである。
| 丁目         | 世帯数    | 人口    |
| ------------ | --------- | ------- |
| 大淀北一丁目 | 944世帯   | 1,883人 |
| 大淀北二丁目 | 190世帯   | 261人   |
| 計           | 1,134世帯 | 2,144人 |

### 人口の変遷
国勢調査による人口の推移。
| 1995年（平成7年）  | 1,002人 | [ 5 ] |  |
| 2000年（平成12年） | 1,067人 | [ 6 ] |  |
| 2005年（平成17年） | 1,083人 | [ 7 ] |  |
| 2010年（平成22年） | 1,263人 | [ 8 ] |  |
| 2015年（平成27年） | 2,186人 | [ 9 ] |  |

### 世帯数の変遷
国勢調査による世帯数の推移。
| 1995年（平成7年）  | 348世帯   | [ 5 ] |  |
| 2000年（平成12年） | 503世帯   | [ 6 ] |  |
| 2005年（平成17年） | 534世帯   | [ 7 ] |  |
| 2010年（平成22年） | 745世帯   | [ 8 ] |  |
| 2015年（平成27年） | 1,160世帯 | [ 9 ] |  |

## 学区
市立小・中学校に通う場合、学区は以下の通りとなる。北区内の全ての市立中学校と、大阪市内の小中一貫校が対象で学校選択が可能（抽選を実施）。
| 丁目         | 番   | 小学校             | 中学校             |
| ------------ | ---- | ------------------ | ------------------ |
| 大淀北一丁目 | 全域 | 大阪市立大淀小学校 | 大阪市立大淀中学校 |
| 大淀北二丁目 | 全域 | 大阪市立大淀小学校 | 大阪市立大淀中学校 |

## 事業所
2016年（平成28年）現在の経済センサス調査による事業所数と従業員数は以下の通りである。
| 丁目         | 事業所数 | 従業員数 |
| ------------ | -------- | -------- |
| 大淀北一丁目 | 44事業所 | 1,188人  |
| 大淀北二丁目 | 20事業所 | 625人    |
| 計           | 64事業所 | 1,813人  |

## 施設
- 淀川河川公園海老江地区
- 大淀北公園
- 大淀西公園
- 日本ペイントホールディングス

## 交通

### 鉄道
- 地内に駅はなく、阪急電鉄「中津駅」が最寄り駅である。

## その他

### 日本郵便
- 〒531-0077[3]（集配局：大阪北郵便局[12]）